# John Pardon
John Vincent Pardon (Chapel Hill, junho de 1989) é um matemático americano que trabalha em geometria e topologia.
Enquanto ainda era um estudante de graduação de matemática na Universidade de Princeton, Pardon resolveu uma conhecida conjectura em teoria dos nós proposta por Mikhail Gromov em 1983 sobre distorção contínua de nós que afirma que toda curva fechada pode ser deformada continuamente até tornar-se convexa sem nunca permitir que quaisquer dois pontos na curva se aproximem um do outro. A demonstração foi publicada no Annals of Mathematics em 2011 (num artigo intitulado "On the distortion of knots on embedded surfaces)", e lhe rendeu o Prêmio Morgan de 2012.

## Publicações selecionadas
- "On the distortion of knots on embedded surfaces", Annals of Mathematics, (2) 174 (2011), no. 1, 637–646.
- "The Hilbert–Smith conjecture for three-manifolds", J. Amer. Math. Soc., 26 (2013), no. 3, 879–899.
- "Central limit theorems for random polygons in an arbitrary convex set", Annals of Probability, 39 (2011), no. 3, 881–903.